# Justin Francis
Justin Francis (New York, ...) è un regista e fotografo statunitense.

## Carriera
Oltre a dirigere video musicali e spot pubblicitari, ha intrapreso progetti di fotografia in tutto il mondo.

Ha fatto foto pubblicitarie per il gruppo musicale The Roots e per la promozione del loro album The Tipping Point. Le sue foto sono presenti su copertine di cd e manifesti distribuiti a livello internazionale.

Ha diretto molti video musicali per artisti quali Alicia Keys, Mariah Carey, Modest Mouse, Amos Lee, Jaguar Wright, Timbaland, Obie Trice, Cashis, Stat Quo, Kill Hannah, Dropping Daylight, Busta Rhymes (co-diretto con Benny Boom), Nickelback.
Co-regista di video per Eminem, 50 Cent, Gwen Stefani, The Black Eyed Peas, The Roots, The Hives, The Cure, Keane, Mobb Deep, Daddy Yankee, Young Buck, Zucchero Fornaciari, The Mars Volta, Nappy Roots.